# Türi
Türi (tysk: Türgel; lettisk: Tiri; litauisk: Tiūris) er en by i det centrale Estland.
Byen har et indbyggertal på 5.186 (2024) indbyggere. Den er hovedby i kommunen Türi.